# Alberto de Quintana
Alberto de Quintana Vergés, también Albert de Quintana i Vergés (Gerona, 1904 - 1999), fue un abogado y político español, Alcalde de Gerona (1939-1946) y procurador en las Cortes Españolas durante las dos primeras legislaturas del período franquista.

## Biografía
Miembro de una familia de políticos de diversas ideologías: descendiente de Albert de Quintana Combis, diputado a Cortes por el Partido Republicano Democrático durante diversas legislaturas entre 1876 y 1891; hijo de Albert de Quintana Serra, alcalde de Gerona por la Lliga Regionalista en 1917 y 1920; y primo de Albert de Quintana i de León, gobernador civil de Gerona por ERC en 1931. 

### Segunda República
De Quintana Vergés fue teniente de alcalde del Ayuntamiento de Barcelona por la CEDA en la etapa de suspensión de la autonomía de Cataluña durante el bienio radical-cedista (1934-1936). 

### Guerra civil española
Como oficial de complemento, el 19 de julio participó en la fallida sublevación militar en Gerona, siendo apresado y condenado por un tribunal popular, permaneciendo en diversas prisiones durante toda la guerra civil española.
Al finalizar la guerra, fue puesto en libertad e ingresó en la FET de las JONS. 
El 4 de febrero de 1939, la IV División de Navarra, al mando de Camilo Alonso Vega tomó la ciudad de Gerona. Alberto fue nombrado eniente de alcalde del ayuntamiento de Gerona, bajo la breve alcaldía de Joan Tarrús i Bru. Pocos meses más tarde fue nombrado alcalde.

### Franquismo
Se convirtió en el segundo alcalde franquista de la ciudad (1939-1946) durante la reconstrucción de esta y la represión política que se aplicó. Cesó con toda su corporación a raíz de un enfrentamiento con el gobernador civil Luis Mazo Mendo.
Dentro de las FET de las JONS fue delegado provincial de antiguos cautivos (1941-1949). Ostentó también los cargos de presidente del Gerona Fútbol Club (1945-1948), el de secretario de la Cámara de Comercio de Gerona (1940-1975), el decanato del Colegio de abogados de Gerona y fue procurador en Cortes por la circunscripción de Gerona (1943-1946). En 1966 recibió la encomienda de la Orden de Cisneros. 
Procurador en las Cortes durante el franquismo en representación de la Administración Local, procurador nato por su condición de alcalde de capital de provincia en la II Legislatura de las Cortes Españolas (1946-1949).

### Transición
En 1977 fue candidato al Senado por la circunscripción de Gerona por UCD, sin resultar elegido.